# Cargolet alabarrat
El cargolet alabarrat (Henicorhina leucoptera) és un ocell de la família dels troglodítids (Troglodytidae).

## Hàbitat i distribució
Habita el sotabosc de la selva humida, als Andes, al sud de l'Equador i nord del Perú al nord de Cajamarca, San Martín i est de La Libertad.